# Akira Ono
Akira Ono es un deportista brasileño que compitió en judo. Ganó una medalla de oro en los Juegos Panamericanos de 1967, en la categoría de –63 kg.

## Palmarés internacional
| Juegos Panamericanos | Juegos Panamericanos | Juegos Panamericanos | Juegos Panamericanos |
| Año                  | Lugar                | Medalla              | Categoría            |
| -------------------- | -------------------- | -------------------- | -------------------- |
| 1967                 | Winnipeg (Canadá)    | Medalla de oro       | –63 kg               |